# Bolagshagen
Bolagshagen är fem trevåningshus i sten med tillsammans drygt 130 lägenheter belägna i samhället Kärrgruvan i Norbergs kommun.

## Historik
Lägenheterna byggdes i slutet av 1950-talet och i början av 1960-talet för att skapa bostäder till ett växande antal arbetare i bergslagskommunens gruvor och hyttor, och dessas familjer. Som mest bodde där närmare 500 personer, många inflyttade från Norrland och Finland. Det något udda namnet Bolagshagen kommer från att området ursprungligen var en hage som sedan gruvbolaget köpte upp för att bygga bostäder.
Från början bestod Bolagshagen av tre bostadsrättsföreningar. År 1980 gick dessa i konkurs och lägenheterna blev hyreslägenheter.
När gruvnäringen liksom järn- och stålindustrin drabbades av kraftiga nedgångar minskade antalet invånare i Bolagshagen snabbt.
Husen har bytt ägare många gånger. År 2010 gick dåvarande ägaren Sidenbo i konkurs och fastigheterna lades ut på försäljning. I februari 2011 såldes togs fastigheterna över av Kärrgruvans Förvaltnings AB som började upprusta lägenheterna.
Migrationsverket har länge hyrt en stor andel av lägenheterna i området. År 2020 hade antalet lägenheter hyrda av Migrationsverket börjat minska. Då rustades lägenheterna även upp i samband med att Migrationsverket lämnade. År 2024 hyrde Migrationsverket fortfarande lägenheter, men antalet hade minskat snabbt utan att ersättas av andra hyresgäster, vilket gav området en låg beläggningsgrad. Under 2023 undersökte Norbergs kommun om man kunde köpa fastigheterna.